# Péter Biros
Péter Biros (Miskolc, 5 aprile 1976) è un pallanuotista ungherese, vincitore di tre medaglie d'oro ai giochi olimpici di Sydney 2000, Atene 2004 e Pechino 2008, in forza all'Eger dal 2007.

## Biografia
Con l'Eger vince tre campionati ungheresi e tre Coppe d'Ungheria, mentre con l'Ujpest due Coppe LEN. Successivamente si trasferisce al Primorje e poi al Becej, dove si aggiudica il titolo nazionale e la Coppa serbo-montenegrina. Dopo due stagioni torna in Ungheria, all'Honved, conquistando sei campionati nazionali, una Coppa d'Ungheria, una Eurolega e una Supercoppa LEN. Nel 2013 e 2014 ha giocato nel campionato estivo maltese. Dal 2017 è allenatore della squadra femminile dello Eger.
Nel 2015 è stato inserito nella International Swimming Hall Of Fame.

## Riconoscimenti
- LEN Award: 2008